# ユーリ・テペシュ
ユーリ・テペシュ（Jurij Tepeš、1989年2月14日 - ）は、スロベニア、リュブリャナ出身の元スキージャンプ選手。父ミラン・テペシュはカルガリーオリンピック団体戦銀メダリストで現在FIS（国際スキー連盟）競技役員、妹のアニヤ・テペシュ（Anja Tepeš）も元スキージャンプ選手である。

## プロフィール
テペシュは2002年に早くもスキージャンプ・コンチネンタルカップにデビューし、ポイントを獲得した。2004年からノルディックスキージュニア世界選手権に出場、2005年に団体金メダル、個人銅メダル、2006年は団体、個人ともに銀メダル、2007年にも団体金メダルと計五つのメダルを獲得した。
2006年1月1日にガルミッシュ＝パルテンキルヒェンでスキージャンプ・ワールドカップにデビューした。
2011年ノルディックスキー世界選手権ではラージヒル団体でペテル・プレヴツ、イェルネイ・ダミヤン、ロベルト・クラニエッツとともに銅メダルを獲得した。
2013年3月24日にプラニツァで行われたフライングでワールドカップ初勝利。
2015年3月22日のスキーフライングワールドカップでは自己最長記録となる244.0mを記録、このジャンプは5人の飛型審判全員が20点満点をつける「完璧な」ジャンプでワールドカップ2勝目をあげた。
2020年6月、現役引退を表明した。